# Coloană uscată

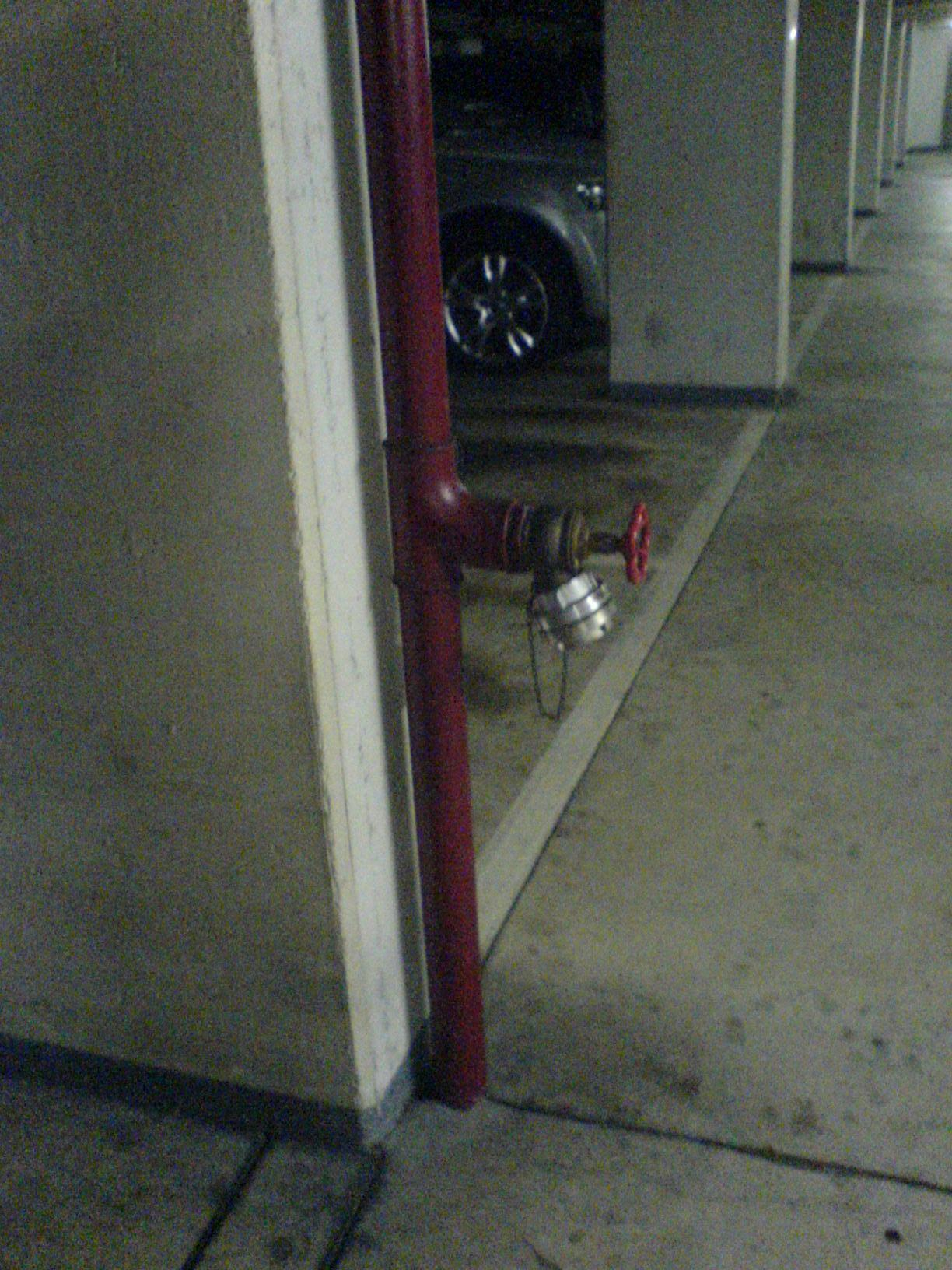
Coloană uscată într-o parcare

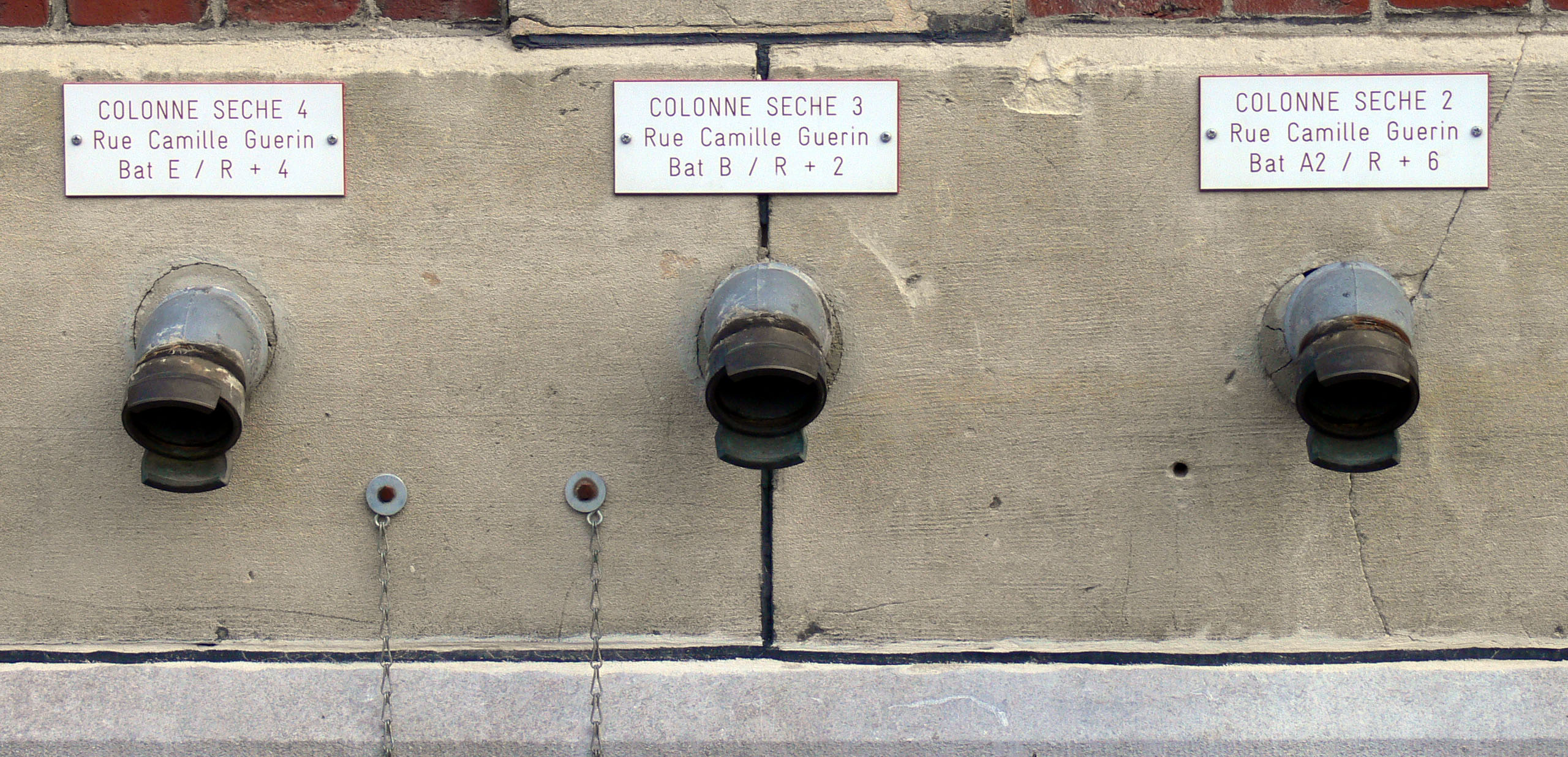
Racorduri exterioare coloane uscate

O coloană uscată este o instalație de alimentare cu apă fixă, rigidă, montată în interiorul unei construcții și utilizată numai de către serviciile de pompieri.
Denumirea de “uscată” vine de la faptul că în mod normal, această coloană este goală, nu conține apă.            

## Avantaj
În timpul unui incendiu, echipa de pompieri care acționează se poate alimenta de la autospecială prin intermediul coloanei  uscate și a unui furtun de refulare tip C, apa necesară stingerii incendiului putând astfel ajunge la etajele clădirii direct, fără a mai fi nevoie de alte furtunuri.

## Echipare și dotare
Coloanele uscate se prevăd de către proiectanți acolo unde se impune – în conformitate cu prevederile legale (de obicei la toate construcțiile civile înalte și foarte înalte).
Sunt ușor de recunoscut, deoarece racordul de alimentare se marchează prin indicatorul „Coloană uscată”.